# Островский, Владислав Сергеевич
Владисла́в Серге́евич Остро́вский (укр. Владислав Сергійович Островський; род. 13 сентября 2004, Харьков) — украинский футболист, нападающий клуба «Ворскла».

## Биография
В ДЮФЛУ с 2017 по 2021 год выступал за киевские клубы «Звезда» и ДЮСШ № 26.
В июле 2021 года присоединился к «Металлисту 1925». Сначала выступал за юношескую команду харьковчан. Во взрослом футболе дебютировал 12 декабря 2021 в проигранном (1:2) выездном поединке 18-го тура Премьер-лиги Украины против одесского «Черноморца». Владислав вышел на поле на 87-й минуте, заменив бразильца Марлисона.
Из-за полномасштабного российского вторжения в Украину «Металлист 1925» пошел на встречу 17-летнему футболисту и приостановил действие контракта с ним. 8 апреля 2022 года Островский подписал контракт с «Луго», клубом испанской Сегунды, и вошел в состав юношеской команды испанского клуба.
В сентябре 2022 года вернулся в «Металлист 1925».